# Detours
Detours es el sexto álbum de estudio de la cantante y compositora estadounidense Sheryl Crow. El álbum marca el reencuentro de Bill Bottrell, quién produjo el álbum debut de Crow, Tuesday Night Music Club y brevemente trabajó con Crow en su álbum homónimo de 1996. El álbum regresó a las raíces rock de Crow. El álbum ha vendido más de 700,000 copias en todo el mundo a partir del 2010.
Fue nomninado por un Premio Grammy en la categoría de Mejor Álbum Vocal Pop el 4 de diciembre de 2008.

## Producción
Detours fue grabado en la granja de Crow, en Nashville y cuenta con catorce canciones de 24 puestas en cinta. El primer sencillo es un himno folk-rock, Shine Over Babylon. Crow le dijo a Billboard en el verano de 2007 que la canción «es muy consciente del medio ambiente, en la tradición de Bob Dylan». El sencillo terminó siendo mostrado sólo en radios y de eso Love Is Free fue confirmado para ser el segundo sencillo del álbum, a principios del 2008,
«Estoy alentando a los artistas a escribir sobre que está pasando, porque parecemos estar muy distraídos en algunos temas ligeros. Creo que es tiempo de comenzar a escribir sobre la realidad de lo que nos rodea».
En comentarios adicionales en su página oficial, Crow describe el sencillo como «un grito desesperado para comprender. Quizás es incluso una canción de batalla en enfrentar el miedo».
El álbum se dice por los críticos y los fanes que es un álbum bastante político. «Este es el disco más honesto que he hecho. Es sobre ser obligado a despertar», dijo Crow.
El segundo sencillo es Love Is Free, que, en las palabras de Crow, es «inspirado en New Orleans. Lo que me llamó la atención sobre él es el estoicisimo de las personas de New Orleans, son de base muy espiritual. Lo puedes ver en sus ojos que no se van a rendir, se van a reconstruir». Hasta ahora Love Is Free ha ganado mucha radio en Estados Unidos y ha entrado a las listas de Billboard: U.S. Hot 100 (#77), Canadian Hot 100 (#53) y Japanese Hot 100 (#10).
Quizás por casualidad, mientras que la canción inspirada en New Orleans ha sido distribuida y sus alusiones fueron notadas por Crow durante las apariciones en la televisión americana, el álbum fue lanzado el día de Mardi Gras.

## Vídeos oficiales
- «Shine Over Babylon»
- «Lullaby For Wyatt»
- «Love Is Free»
- «God Bless This Mess»
- «Now That You're Gone»
- «Out Of Our Heads»
- «Gasoline»

## Recepción
Detours ha sido elogiado por los críticos musicales y por sus fanes, con un puntaje de 88 en la página de Metacritic. Muchos consideran este álbum como el regreso a la fama de Crow, uniendo sus canciones a su sonido original visto en The Globe Sessions.

## Lista de canciones
Todas las letras escritas por Sheryl Crow, except where noted.
| N.º   | Título                                  | Letras              | Música                                           | Duración |  |
| 1.    | «God Bless This Mess»                   |                     | Crow                                             | 2:09     |  |
| 2.    | «Shine Over Babylon»                    | Crow, Bill Bottrell | Crow, Bottrell, Brian MacLeod, Eric Schermerhorn | 4:03     |  |
| 3.    | «Love Is Free»                          | Crow, Bottrell      | Crow, Bottrell                                   | 3:23     |  |
| 4.    | «Peace Be Upon Us» (con Ahmed Al Hirmi) |                     | Crow, Mike Elizondo, Bottrell, Jeff Trott        | 4:22     |  |
| 5.    | «Gasoline» (con Ben Harper)             |                     | Crow, Trott, Bottrell                            | 5:07     |  |
| 6.    | «Out of Our Heads»                      | Bottrell, Crow      | Bottrell                                         | 4:28     |  |
| 7.    | «Detours»                               |                     | Crow                                             | 3:29     |  |
| 8.    | «Now That You're Gone»                  |                     | Crow                                             | 3:51     |  |
| 9.    | «Drunk with the Thought of You»         |                     | Crow                                             | 2:39     |  |
| 10.   | «Diamond Ring»                          |                     | Crow, Trott                                      | 4:10     |  |
| 11.   | «Motivation»                            | Crow, Bottrell      | Crow, Bottrell                                   | 3:47     |  |
| 12.   | «Make It Go Away (Radiation Song)»      |                     | Crow                                             | 3:24     |  |
| 13.   | «Love Is All There Is»                  |                     | Crow, Elizondo, Trott                            | 4:01     |  |
| 14.   | «Lullaby for Wyatt»                     |                     | Crow                                             | 4:09     |  |
| 52:55 |                                         |                     |                                                  |          |  |

| UK Edition Bonus Tracks |                                           |                 |                |          |  |
| N.º                     | Título                                    | Letras          | Música         | Duración |  |
| 15.                     | «Rise Up»                                 | Crow, Bottrell  | Crow, Bottrell | 4:08     |  |
| 16.                     | «Here Comes the Sun» (iTunes Bonus Track) | George Harrison | Harrison       | 3:00     |  |

| US iTunes Bonus Tracks |                                       |                |          |          |  |
| N.º                    | Título                                | Letras         | Música   | Duración |  |
| 15.                    | «Doctor My Eyes»                      | Jackson Browne | Browne   | 3:28     |  |
| 16.                    | «Here Comes the Sun» (Sólo pre-orden) | Harrison       | Harrison | 3:00     |  |

| Japanese Edition Bonus Tracks |                   |                |                |          |  |
| N.º                           | Título            | Letras         | Música         | Duración |  |
| 15.                           | «Rise Up»         | Crow, Bottrell | Crow, Bottrell | 4:08     |  |
| 16.                           | «Beautiful Dream» |                |                | 3:36     |  |

| Japanese Tour Edition Bonus Tracks |                                                            |                |                |          |  |
| N.º                                | Título                                                     | Letras         | Música         | Duración |  |
| 15.                                | «Rise Up»                                                  | Crow, Bottrell | Crow, Bottrell | 4:08     |  |
| 16.                                | «Beautiful Dream»                                          |                |                | 3:36     |  |
| 17.                                | «Shine Over Baylon» (Versión acústica en vivo)             |                |                | 4:04     |  |
| 18.                                | «Detours» (Versión acústica en vivo)                       |                |                | 3:41     |  |
| 19.                                | «Drunk with the Thought of You» (Versión acústica en vivo) |                |                | 2:45     |  |
| 20.                                | «Love Is Free» (Versión acústica en vivo)                  |                |                | 3:26     |  |

| Japanese Tour Edition Bonus DVD |                                       |          |  |
| N.º                             | Título                                | Duración |  |
| 1.                              | «God Bless This Mess» (Vídeo musical) |          |  |
| 2.                              | «Gasoline» (Vídeo musical)            |          |  |
| 3.                              | «Love Is Free» (Vídeo musical)        |          |  |
| 4.                              | «Shine Over Babylon» (Vídeo musical)  |          |  |
| 5.                              | «Out of Our Heads» (Vídeo musical)    |          |  |

## Personal
- Adrían Agustín: asistente de ingeniero
- Ahmed AlHirmi: laúd
- Adbulla AlKhalifa: arreglo vocal, productor vocal
- Rosanna Arquette: voz
- Catherine Berclaz: dirección de arte, director creativo
- Bill Bottrell: órgano, sintentizador, guitarra acústica, bajo, percusión, pedal, batería, guitarra eléctrica, marimba, pipa, voz, coros, productor, ingeniero, mellotron, bajo acústivo, arreglos de cuerda, programación de batería, mezcla, sintetizador de bajo, wurlitzer
- Doyle Bramhall II: guitarra eléctrica
- Teresa Bustillo: asistente
- Matt Butler: chelo
- Sheryl Crow: órgano, guitarra acústica, bajo, piano, acordeón, voz, coros, palmas
- Wyatt Crow: ruido
- Greg d'Augenlli: latón
- Brendan Dekora: asistenten de ingeniero
- Mike Elizondo: sintetizador, guitarra acústica, bajo, batería, muestras, programación de batería
- Eric Fritsch: ingeniero
- Ben Harper: voz
- Chris Hudson: coordinación de producción
- Brian MacLeod: percusión, batería, muestras, programación de batería
- Alex Pavlides: asistente de ingeniero
- Julian Peploe: dirección de arte, diseño
- Mike Rowe: muestra de flauta
- Norman Jean Roy: fotografía
- Doug Sax: dominio
- Marva Soogrim: voz
- Zeph Sowers: asistente de ingeniero
- Jeremy Stacey: piano, batería, timables, voz, kalimba
- Sharia Sutcliffe: contratista
- Matt Tait: ingeniero
- Ken Takahashi: asistente de ingeniero
- Jeff Trott: guitarra acústica, bajo, guitarra, guitarra eléctrica, voz, coros, estribillos
- Scooter Weintraub: gestión
- Pam Wertheimer: gestión
- David Allen Young: asistente de ingeniero

## Lanzamiento y posiciones
Detours debutó en el número dos en Billboard 200, vendiendo cerca de 92 000 copias en su primera semana y un adicional de 52 000 copias en su segunda semana. Desde el 26 de mayo de 2010, el álbum ha vendido 405 000 copias en Estados Unidos.
| Región         | Fecha                | Sello      | Catálogo  | Ventas  | Ranking |
| -------------- | -------------------- | ---------- | --------- | ------- | ------- |
| Japón          | 30 de enero de 2008  | Universal  | UICA-1044 | 28 518  | 22      |
| Estados Unidos | 5 de febrero de 2008 | A&M        | –         | 405 000 | 2       |
| Reino Unido    | 18 de enero de 2008  | Interscope | –         | 25 000  | 20      |
| Canadá         | 5 de febrero de 2008 | A&M        | –         | 50 000  | 2       |
| Irlanda        | 18 de enero de 2008  | Interscope | –         |         | 28      |

### Lista de fin de año
| Lista (2008)             | Posición máxima |
| ------------------------ | --------------- |
| Top Alternative Albums   | 22              |
| Top Comprehensive Albums | 125             |
| The Billboard 200        | 114             |